# Championnat de France de rugby à XIII 1960-1961
Navigation
Édition précédente Édition suivante
Le Championnat de France de rugby à XIII 1960-1961 oppose pour la saison 1960-1961 les meilleures équipes françaises de rugby à XIII au nombre de treize.

## Liste des équipes en compétition
| Albi Avignon Carcassonne Cavaillon Lézignan Lyon Marseille Montpellier Bataillon de Joinville XIII Catalan Roanne Toulouse O. Villeneuve-sur-Lot |

Treize équipes participent au championnat de France de première division avec le retrait de Bordeaux.

## Déroulement de la compétition

### Classement de la première phase
| Classement | Club                   | Points | Matchs |
| 1er        | Roanne                 | 66     | 24     |
| 2e         | Carcassonne            | 55     | 24     |
| 3e         | Lézignan               | 54     | 24     |
| 4e         | Montpellier            | 54     | 24     |
| 5e         | Villeneuve-sur-Lot     | 51     | 24     |
| 6e         | Albi                   | 51     | 24     |
| 7e         | XIII Catalan           | 50     | 24     |
| 8e         | Avignon                | 47     | 24     |
| 9e         | Marseille              | 44     | 24     |
| 10e        | Toulouse               | 43     | 23     |
| 11e        | Lyon                   | 37     | 24     |
| 12e        | Bataillon de Joinville | 33     | 23     |
| 13e        | Cavaillon              | 33     | 24     |

|  | Qualifié pour les quarts-de-finale |

## Phase finale
|  | Quarts de finale              | Quarts de finale              | Quarts de finale              | Quarts de finale              |          |          | Demi-finales                 | Demi-finales                 | Demi-finales                 | Demi-finales                 |  |  | Finale                    | Finale                    | Finale                    | Finale                    |
|  |                               |                               |                               |                               |          |          |                              |                              |                              |                              |  |  |                           |                           |                           |                           |
|  | Le 1er mai 1961 à Carcassonne | Le 1er mai 1961 à Carcassonne | Le 1er mai 1961 à Carcassonne | Le 1er mai 1961 à Carcassonne |          |          | Le 14 mai 1961 à Carcassonne | Le 14 mai 1961 à Carcassonne | Le 14 mai 1961 à Carcassonne | Le 14 mai 1961 à Carcassonne |  |  | Le 28 mai 1961 à Toulouse | Le 28 mai 1961 à Toulouse | Le 28 mai 1961 à Toulouse | Le 28 mai 1961 à Toulouse |
|  | Le 1er mai 1961 à Carcassonne | Le 1er mai 1961 à Carcassonne | Le 1er mai 1961 à Carcassonne | Le 1er mai 1961 à Carcassonne |          |          | Le 14 mai 1961 à Carcassonne | Le 14 mai 1961 à Carcassonne | Le 14 mai 1961 à Carcassonne | Le 14 mai 1961 à Carcassonne |  |  | Le 28 mai 1961 à Toulouse | Le 28 mai 1961 à Toulouse | Le 28 mai 1961 à Toulouse | Le 28 mai 1961 à Toulouse |
|  | Lézignan                      | Lézignan                      | 18                            | 18                            |          |          | Le 14 mai 1961 à Carcassonne | Le 14 mai 1961 à Carcassonne | Le 14 mai 1961 à Carcassonne | Le 14 mai 1961 à Carcassonne |  |  | Le 28 mai 1961 à Toulouse | Le 28 mai 1961 à Toulouse | Le 28 mai 1961 à Toulouse | Le 28 mai 1961 à Toulouse |
|  | Lézignan                      | Lézignan                      | 18                            | 18                            |          |          | Le 14 mai 1961 à Carcassonne | Le 14 mai 1961 à Carcassonne | Le 14 mai 1961 à Carcassonne | Le 14 mai 1961 à Carcassonne |  |  | Le 28 mai 1961 à Toulouse | Le 28 mai 1961 à Toulouse | Le 28 mai 1961 à Toulouse | Le 28 mai 1961 à Toulouse |
|  | Albi                          | Albi                          | 4                             | 4                             |          |          | Le 14 mai 1961 à Carcassonne | Le 14 mai 1961 à Carcassonne | Le 14 mai 1961 à Carcassonne | Le 14 mai 1961 à Carcassonne |  |  | Le 28 mai 1961 à Toulouse | Le 28 mai 1961 à Toulouse | Le 28 mai 1961 à Toulouse | Le 28 mai 1961 à Toulouse |
|  | Albi                          | Albi                          | 4                             | 4                             | Lézignan | Lézignan | 8                            | 8                            |                              |                              |  |  | Le 28 mai 1961 à Toulouse | Le 28 mai 1961 à Toulouse | Le 28 mai 1961 à Toulouse | Le 28 mai 1961 à Toulouse |
|  | Le 1er mai 1961 à Lézignan    |                               |                               |                               | Lézignan | Lézignan | 8                            | 8                            |                              |                              |  |  | Le 28 mai 1961 à Toulouse | Le 28 mai 1961 à Toulouse | Le 28 mai 1961 à Toulouse | Le 28 mai 1961 à Toulouse |
|  |                               |                               | XIII Catalan                  | XIII Catalan                  | 7        | 7        |                              |                              |                              |                              |  |  | Le 28 mai 1961 à Toulouse | Le 28 mai 1961 à Toulouse | Le 28 mai 1961 à Toulouse | Le 28 mai 1961 à Toulouse |
|  | XIII Catalan                  | XIII Catalan                  | XIII Catalan                  | XIII Catalan                  | 7        | 7        | 3                            | 3                            |                              |                              |  |  | Le 28 mai 1961 à Toulouse | Le 28 mai 1961 à Toulouse | Le 28 mai 1961 à Toulouse | Le 28 mai 1961 à Toulouse |
|  | XIII Catalan                  | XIII Catalan                  | Le 21 mai 1961 à Lézignan     |                               |          |          | 3                            | 3                            |                              |                              |  |  | Le 28 mai 1961 à Toulouse | Le 28 mai 1961 à Toulouse | Le 28 mai 1961 à Toulouse | Le 28 mai 1961 à Toulouse |
|  | Carcassonne                   | Carcassonne                   | 2                             | 2                             |          |          |                              |                              |                              |                              |  |  | Le 28 mai 1961 à Toulouse | Le 28 mai 1961 à Toulouse | Le 28 mai 1961 à Toulouse | Le 28 mai 1961 à Toulouse |
|  | Carcassonne                   | Carcassonne                   | 2                             | 2                             | Lézignan | Lézignan | 7                            | 7                            |                              |                              |  |  |                           |                           |                           |                           |
|  | Le 1er mai 1961 à Lyon        |                               |                               |                               | Lézignan | Lézignan | 7                            | 7                            |                              |                              |  |  |                           |                           |                           |                           |
|  |                               |                               | Roanne                        | Roanne                        | 4        | 4        |                              |                              |                              |                              |  |  |                           |                           |                           |                           |
|  | Roanne                        | Roanne                        | Roanne                        | Roanne                        | 4        | 4        | 14                           | 14                           |                              |                              |  |  |                           |                           |                           |                           |
|  | Roanne                        | Roanne                        |                               |                               |          |          |                              |                              |                              |                              |  |  |                           |                           |                           |                           |
|  | Avignon                       | Avignon                       | 3                             | 3                             |          |          |                              |                              |                              |                              |  |  |                           |                           |                           |                           |
|  | Avignon                       | Avignon                       | 3                             | 3                             | Roanne   | Roanne   | 6                            | 6                            |                              |                              |  |  |                           |                           |                           |                           |
|  | Le 1er mai 1961 à Toulouse    |                               |                               |                               | Roanne   | Roanne   | 6                            | 6                            |                              |                              |  |  |                           |                           |                           |                           |
|  |                               |                               | Villeneuve-sur-Lot            | Villeneuve-sur-Lot            | 3        | 3        |                              |                              |                              |                              |  |  |                           |                           |                           |                           |
|  | Villeneuve-sur-Lot            | Villeneuve-sur-Lot            | Villeneuve-sur-Lot            | Villeneuve-sur-Lot            | 3        | 3        | 21                           | 21                           |                              |                              |  |  |                           |                           |                           |                           |
|  | Villeneuve-sur-Lot            | Villeneuve-sur-Lot            |                               |                               |          |          |                              | 21                           |                              |                              |  |  |                           |                           |                           |                           |
|  | Montpellier                   | Montpellier                   | 12                            | 12                            |          |          |                              |                              |                              |                              |  |  |                           |                           |                           |                           |
|  | Montpellier                   | Montpellier                   | 12                            | 12                            |          |          |                              |                              |                              |                              |  |  |                           |                           |                           |                           |
|  |                               |                               |                               |                               |          |          |                              |                              |                              |                              |  |  |                           |                           |                           |                           |

### Finale
(mt : 2 - 2)
Homme du match :
Points marqués :
- Lézignan: 1 essai de Lécea (78e) ; 1 transformation de G. Benausse (78e) ; 1 drop de Carrère (28e).
- Roanne: 2 pénalités de Chalet (30e et 54e).

Évolution du score : 2-0, 2-2 (mi-temps), 2-4, 7-4.
Arbitre : M. Jean Quéroli
Spectateurs : 6 998
Composition des équipes :
- Lézignan: André Carrère - Michel Boule, Gilbert Alberti, André Fabry, René Benausse - Gilbert Benausse, Claude Teisseire - Roger Lacans, René Moulis, Joseph Denarnaud, Jacques Poux, Antoine Lécea, Louis Calmet - Entraîneur : Gaston Calixte
- Roanne: Roger Bravo - Alain Perducat, Gérard Bélivaud, Claude Mantoulan, Jacques Fernandez - Gérard Chalet, Gérard Dautant - Aldo Quaglio, Antoine Serra, Louis Sangla, Robert Eramouspé, Serge Estieau, Jean Barthe - Entraîneur : René Duffort

## Effectifs des équipes présentes
| Lézignan    | Gilbert Alberti Roger Arcalis Jean-Louis Baccou Jean Baco Gilbert Benausse René Benausse René Blanquer Michel Boule Louis Calmet André Carrère André Clottes Joseph Denarnaud Antoine Esquiva André Fabre Rolland Fabre Roger Lacans Roger Lannes Antoine Lécea René Moulis Jacques Poux Claude Raynaud Claude Teisseire Maurice Trémèges Entraîneur : Gaston Calixte | Roanne                 | Jean Barthe Gérard Bélivaud Roger Bravo Gérard Chalet Gérard Dautant Robert Eramouspé Serge Estiau Jacques Fernandez Claude Mantoulan Alain Perducat Aldo Quaglio Louis Sangla Antoine Serra Entraîneur : René Duffort |
| Carcassonne | Pierre Azalbert Jean Cabrol Henri Castel Camille Combeau André Delpoux (o) Pierre Dubié Pierre Escourrou François Gril (m) Antoine Pennavayre André Marty Robert Médus Pierre Pavanetto Antoine Pennavayre Louis Poletti Yves Raynaud Laurent Roldos René Ségura Entraîneur : Félix Bergèse                                                                           | XIII Catalan           | André Bourreil Bruzy Caillens André Casas Cayro Yves Civil Henri Delhoste Georges Gauby Guasch Hervé Larrue Roger Majoral Ribes Gérard Robin Vial                                                                      |
| Lyon        | Asparro Aubert Blanc Chareyron Jean Darricau Entressangie Jarzyck H. Mazza P. Mazza François Montrucolis Piolat Roche Tauzilli | Avignon                | Bertone Bertrand Comte Delorme Jacques Fabre Marius Frattini René Jean Grangeon Jacques Maigre Robert Moulinas Auguste Parent Poulet Roger Rey André Savonne                                                           |
| Marseille   | Antranick Apellian Auguste Ambert Danet Durm Garcia Lafala Lignières Denis Morelli Henri Prudon Gabriel Rinaldi Francis Rossi Santipéris Marc Vanini | Villeneuve-sur-Lot     | Angélo Boldini Jean-Pierre Clar Jacques Dubon Pascal Eito Jean Foussat Roger Garnung Gruppi Antoine Jimenez Lopez Robert Majorel Jacques Merquey Michel Monclus Jean Panno Jean Planté Téruel Pierre Touton            |
| Toulouse    | Georges Aillères André Archidec Dagen Raoul Delez Yvon Duffour Jean Etcheberry Jean Kaczmarek Labau André Lacaze Pierre Lacaze Laurent Roger Llanas Marquet André Paga Pierre Parpagiola Vergès Hugues Viès Jacques Viguier | Cavaillon              | Célestin Ayme Blanc Buisson Cioni Grand Lucia Yves Mézard Ovili Pellenc Peytier Serge Pialat |
| Albi        | Yves Bégou Gabriel Bellot Marcel Bescos Honoré Conti Corps Claude Deffez Jean Deloncle Bernard Fabre Georges Fages Roger Garrigue Pierre Laurent André Vadon Gilbert Verdié Vergnol Jean Villeneuve | Bataillon de Joinville | Bertrand Ballouhey Le Camus Castel Clar Guy Delaye Fabry Faletti Gourbat Roveillo Gérard Savonne Jacques Séguret Vergé José Vergniory                                                                                  |
| Montpellier | Bartelo Bertrand Bou Guy Cardona Casas Coll Giriart Joseph Guiraud Pierre Plô |                        | |